# Væg nummer 3
|  | Denne artikel er oprettet af botten Steenthbot ud fra en ekstern database. Den kan derfor have sproglige fejl eller mangler. Denne skabelon kan fjernes efter kontrol af indholdet. |

Væg # 3 er en dansk eksperimentalfilm fra 1999 instrueret af Lone Haugaard Madsen.

## Handling
Jeg har filmet et udsnit af en udstillingsvæg og projiceret dette op på nøjagtig samme sted. Selve handlingen (det jeg har gjort) er vigtig. Jeg peger på nogle udstillingsmæssige sammenhænge. Lone Haugaard Madsen.